# شهرستان رستم
شهرستان رُستَم (به لری: شَرسۊݩ روستم)، یکی از شهرستان‌های استان فارس ایران است. مرکز این شهرستان، شهر مصیری است.
این شهرستان در تاریخ ۷ فروردین ۱۳۸۷ از شهرستان ممسنی جدا شد و مستقل گردید.

## پیشینه
لرهای ممسنی، طایفه‌ای از بومیان جنوب زاگرس بودند که به دامداری و کوچ مشغول بوده و بنا به روایت‌های مختلف و دلایلی چند از جمله همین کوچرو و جنگجو بودن، به دنبال یافتن مرتع و جایگاهی درخورتر برای زندگی به منطقه شولستان وارد شده، بومیان این منطقه را سرکوب کرده و خود بر این منطقه که امروزه به همین نام یعنی ممسنی خوانده می‌شود مسلط شدند. که در سال‌های اخیر نیز طایفه رستم در قالب شهرستانی مستقل تحت عنوان شهرستان رستم، از طایفه ممسنی جدا شد. ممسنی‌ها دارای آداب و رسوم خاص و فرهنگی مشترک با سایر همزبانان لر خویش مثل بختیاری‌ها و بویراحمدیها هستند.
در ممسنی آثار فراوانی از ایران باستان باقی مانده است که از دورهٔ ایلامیان تا ساسانیان را شامل می‌شود. آخرین کشف بزرگ باستان‌شناسی در ممسنی کاخ لیدوما در شهر فهلیان بوده است. قبر کورش کوچک و آثاری از دورهٔ ایلامی در این شهرستان قرار دارد.

## موقعیت جغرافیایی
شهرستان رستم از شمال با شهرستان بویراحمد و از شمال شرقی با شهرستان چرام و از غرب با شهرستان باشت استان کهگیلویه و بویراحمد، و از شرق تا جنوب با شهرستان ممسنی همسایه است.

## تقسیمات کشوری
شهرستان رستم دارای ۲ بخش، ۴ دهستان و ۲ شهر به شرح زیر است:

### شهرستان رستم
| بخش   | مرکز بخش | جمعیت بخش ۱۳۹۵ | نام دهستان  | مرکز دهستان | جمعیت دهستان ۱۳۹۵ | شهر   | جمعیت شهر ۱۳۹۵ |
| ----- | -------- | -------------- | ----------- | ----------- | ----------------- | ----- | -------------- |
| مرکزی | مصیری    | ۲۷٬۰۷۹ نفر     | رستم یک     | مصیری       | ۱۱٬۵۳۴ نفر        | مصیری | ۹٬۰۳۱ نفر      |
| مرکزی | مصیری    | ۲۷٬۰۷۹ نفر     | رستم دو     | دهنو مقیمی  | ۶٬۵۱۴ نفر         | مصیری | ۹٬۰۳۱ نفر      |
| سورنا | کوپن     | ۱۷٬۲۸۲ نفر     | پشتکوه رستم | چهارطاق     | ۷٬۸۱۱ نفر         | کوپن  | ۳٬۲۳۷ نفر      |
| سورنا | کوپن     | ۱۷٬۲۸۲ نفر     | رستم سه     | کوپن        | ۶٬۲۳۴ نفر         | کوپن  | ۳٬۲۳۷ نفر      |

## جمعیت
بر پایه سرشماری عمومی نفوس و مسکن در سال ۱۳۹۵، جمعیت شهرستان رستم برابر با ۴۴٬۳۸۶ نفر بوده است.